# Dorothea Omber
Dorothea Johanna Omber (Engels: Dolores Jane Umbridge) is een personage uit de Harry Potterboeken van J.K. Rowling. In de Nederlandse vertaling gaat de Engelse betekenis van zowel haar voor- als achternaam verloren. "Dolor" is namelijk Latijn voor pijn, terwijl "Umbridge" een variatie op het Engelse "umbrage" is, wat 'ergernis' of 'aanstoot' betekent; Omber is gehaat en ze martelt leerlingen waaronder Leo Jordaan en Harry Potter. Niettemin is de Nederlandse vertaling van haar naam toepasselijk. 'Omberen' is een Spaans kaartspel, waarbij de 'Omber' zijn spel tegen de medespelers verdedigt; Omber verdedigt in haar functie het beleid van het ministerie.
Omber wordt beschreven als klein en dik met een padachtig gezicht. Ze praat meestal met een gekunstelde zoetemeisjesstem en heeft een irritant nep-kuchje (hum, hum.). In haar haren draagt ze een zwarte, fluwelen strik die Harry Potter erg op een vlieg vindt lijken, waardoor ze er volgens hem uitziet als een pad die op het punt staat een vlieg op te eten.
Dorothea Omber is Secretaris-Generaal van de Minister van Toverkunst, Cornelis Droebel. Ze misbruikt haar macht tot het uiterste. Ze heeft een grote hekel aan halfmensen zoals weerwolven, centauren en meermensen. Zij is dan ook degene die verantwoordelijk is voor de wet waardoor het voor mensen zoals Remus Lupos (een weerwolf) erg moeilijk is aan een baan te komen. Tevens wilde ze alle meermensen bij elkaar brengen om ze vervolgens te oormerken, maar dit is niet doorgegaan.
Omber komt voor het eerst voor in het vijfde boek tijdens een hoorzitting van de Wikenweegschaar, de tovenaarsrechtbank, waarvoor Harry moet verschijnen omdat hij de Wet op de Restrictie voor het Gebruik van Magie door Minderjarigen heeft overtreden. Hij heeft namelijk de Patronusbezwering gebruikt nadat hij en zijn neefje Dirk Duffeling in Klein Zanikem (hun woonplaats) zijn aangevallen door twee Dementors. Wat Harry dan nog niet weet is dat Omber die Dementors op hem af heeft gestuurd om hem te dwingen uit zelfbescherming magie te gebruiken. Op die manier wilde ze ervoor zorgen dat Harry voor de Wikenweegschaar moest verschijnen en van school zou worden gestuurd. Dit plannetje mislukt echter: door tussenkomst van Perkamentus en door een getuigenis van Arabella Vaals, een buurvrouw van Harry, is de Wikenweegschaar overtuigd van Harry's onschuld en spreekt hem vrij.
Omber wordt daarna door de Minister aangesteld als lerares Verweer tegen de Zwarte Kunsten. Dit is echter niet de echte reden dat ze naar Zweinstein is gekomen. De echte opdracht die ze van de Minister heeft gekregen is Perkamentus en Harry in de gaten houden. Ze wordt dan ook snel door de Minister tot Hoog-Inquisiteur benoemd en doet er alles aan om Harry zijn mond te laten houden over het feit dat Heer Voldemort herrezen was. Telkens als Harry over hem begon moest hij nablijven en met een speciale pen de regels “Ik mag niet liegen” schrijven die kwamen op zijn hand en bleven daar als litteken. Het feit dat het Ministerie de herrijzenis van Voldemort niet had weten te voorkomen zou het Ministerie namelijk mogelijk in een kwaad daglicht zetten. Uiteindelijk slaagde Omber erin schoolhoofd Albus Perkamentus te verdrijven, waarna ze zijn functie overnam. Na een gewelddadig incident met een groep centauren in het Verboden Bos werd ze echter gedwongen te vertrekken van Zweinstein, waarmee haar strikte regime ten einde kwam en Perkamentus weer terugkwam als schoolhoofd.
In het zevende boek genaamd Harry Potter en de Relieken van de Dood, verschijnt Omber als het hoofd van de Registratiecommissie van Dreuzeltelgen, gevestigd op het Ministerie van Toverkunst (inmiddels in handen van Voldemort). Ze behandelt de Dreuzeltelgen, oftewel de tovenaars die niet bloedzuiver zijn, met barbaarse gruwelijkheid. Nadat Voldemort definitief is verslagen, wordt Dorothea Omber opgepakt en levenslang gevangengezet in Azkaban wegens haar gruwelijke misdaden tegen de Dreuzeltelgen.